# Hémevez
Hémevez és un municipi francès situat al departament de la Manche i a la regió de Normandia. L'any 2007 tenia 167 habitants.

## Demografia

### Població
El 2007 la població de fet de Hémevez era de 167 persones. Hi havia 64 famílies de les quals 20 eren unipersonals (8 homes vivint sols i 12 dones vivint soles), 20 parelles sense fills, 20 parelles amb fills i 4 famílies monoparentals amb fills.
La població ha evolucionat segons el següent gràfic:
Habitants censats

### Habitatges
El 2007 hi havia 79 habitatges, 69 eren l'habitatge principal de la família, 5 eren segones residències i 5 estaven desocupats. Tots els 78 habitatges eren cases. Dels 69 habitatges principals, 56 estaven ocupats pels seus propietaris, 12 estaven llogats i ocupats pels llogaters i 1 estava cedit a títol gratuït; 5 tenien dues cambres, 6 en tenien tres, 19 en tenien quatre i 39 en tenien cinc o més. 40 habitatges disposaven pel capbaix d'una plaça de pàrquing. A 29 habitatges hi havia un automòbil i a 27 n'hi havia dos o més.

### Piràmide de població
La piràmide de població per edats i sexe el 2009 era:
| Homes | Edats   | Dones |
| ----- | ------- | ----- |
| 0     | 95 o +  | 0     |
| 0     | 90 a 94 | 0     |
| 4     | 85 a 89 | 0     |
| 0     | 80 a 84 | 4     |
| 0     | 75 a 79 | 8     |
| 8     | 70 a 74 | 4     |
| 0     | 65 a 69 | 4     |
| 0     | 60 a 64 | 0     |
| 0     | 55 a 59 | 0     |
| 4     | 50 a 54 | 0     |
| 4     | 45 a 49 | 0     |
| 4     | 40 a 44 | 8     |
| 8     | 35 a 39 | 0     |
| 4     | 30 a 34 | 0     |
| 12    | 25 a 29 | 12    |
| 8     | 20 a 24 | 12    |
| 8     | 15 a 19 | 4     |
| 0     | 10 a 14 | 4     |
| 8     | 5 a 9   | 8     |
| 8     | 0 a 4   | 8     |

## Economia
El 2007 la població en edat de treballar era de 99 persones, 72 eren actives i 27 eren inactives. De les 72 persones actives 66 estaven ocupades (34 homes i 32 dones) i 5 estaven aturades (4 homes i 1 dona). De les 27 persones inactives 4 estaven jubilades, 8 estaven estudiant i 15 estaven classificades com a «altres inactius».

### Ingressos
El 2009 a Hémevez hi havia 68 unitats fiscals que integraven 176,5 persones, la mediana anual d'ingressos fiscals per persona era de 15.207 €.

### Activitats econòmiques
Dels 3 establiments que hi havia el 2007, 1 era d'una empresa de fabricació d'altres productes industrials, 1 d'una empresa de construcció i 1 d'una empresa de serveis.
L'únic servei als particulars que hi havia el 2009 era una fusteria.
L'any 2000 a Hémevez hi havia 9 explotacions agrícoles que ocupaven un total de 312 hectàrees.

## Poblacions més properes
El següent diagrama mostra les poblacions més properes.